# Entamoeba histolytica
Entamoeba histolytica és una espècie d'amebozou de la classe Archamoebea, paràsit anaerobi. El terme 'histolytica' deriva de la seva capacitat per destruir teixits. És un microorganisme patogen per als humans, que són el seu principal hoste, i també per a altres primats, sent l'agent causal de l'amebosi invasiva, una entitat nosològica que inclou la colitis amèbica i l'abscés hepàtic produït per aquest protozou.

## Morfologia
Bàsicament, es poden distingir dues formes o fases de desenvolupament en aquesta espècie, presents durant el seu cicle de vida: trofozoït i quist
El trofozoït és la forma activament mòbil de l'espècie. Pot tenir entre 10 i 60 μm de diàmetre, encara que la mida més habitual és d'unes 12 a 15 μm. Té a l'interior del citoplasma un únic nucli amb una concentració de cromatina puntiforme i generalment concèntrica anomenada «cariosoma central», petits cúmuls perifèrics de cromatina distribuïts regularment i vacúols que contenen els eritròcits fagocitats. Del citoplasma surten pseudòpodes que li permeten desplaçar-se. A la seva membrana també existeixen filopodis, butllofes i altres prominències transitòries implicades en els mecanismes quimiotàctics i el procés de migració dels trofozoïts.
El quist és la forma infectant. La seva mida és de 10 a 15 μm. Conté entre 1 i 4 nuclis, depenent de la maduresa del quist. Són de forma arrodonida, refringents i amb una membrana clarament marcada. L'enzim quitinasa és necessari per a la correcta formació de quists madurs i rodons. En el citoplasma es poden veure sovint d'1 a 3 inclusions de glucogen fosques anomenades cossos cromatidals. Quan s'enquista, el paràsit canvia de morfologia i transforma en oval o esfèrica l'estructura allargada pròpia del trofozoït. Per aconseguir això, activa determinades molècules del proteoma que modifiquen el seu citoesquelet d'actina. En els quists s'expressen molts gens sense funció coneguda fins ara i es creu que diverses proteïnes de membrana altament antigèniques podrien ser objectius d'utilitat en el disseny de nous mètodes diagnòstics o terapèutics. Un grup de dinamines ha estat identificat com un dels elements clau en la remodelació membranosa prèvia a la formació dels quists d'Entamoeba, encara que el mecanisme exacte que utilitzen per aconseguir la fissió de les molècules és motiu de debat.
Els metaquists tenen les mateixes característiques que els quists, dels quals s'originen durant el procés de desenquistament dins de la llum del còlon proximal. Són els metaquists els que donaran origen als trofozoïts, de manera que tenen una membrana més irregular i prima que un quist.
Morfològicament, Entamoeba histolytica és idèntica a amebes no patògenes, com ara E. dispar o E. moshkovskii, fet que dificulta el diagnòstic microscòpic. La possible patogenicitat de l'espècie E. moshkovskii, es motiu de revisió, ja que s'ha associat, emprant mètodes biomoleculars, a diarrees infantils i ha estat demostrada la seva capacitat de provocar colitis en ratolins de laboratori. Una altra ameba indistingible microscòpicament d'E. histolytica i aïllada recentment en la femta de nens asimptomàtics i diarreics és E. bangladeshi. E. invadens (un patogen entèric dels rèptils) és molt similar també i el seu cultiu presenta poques dificultats, per això es considera un element valuós en la recerca de substàncies amebicides.

## Cicle de vida
L'hàbitat d'Entamoeba histolytica és la paret i la llum del còlon, especialment el cec, ascendent i el rectosigmoide, lloc on en general passa l'estasi fecal.
Els quists, d'uns 15 μm de diàmetre i amb una forma quasi esfèrica, són excretats amb la femta per les persones infectades i poden sobreviure molts dies o poques setmanes fora del cos, mantenint la seva capacitat transmissora gràcies a la protecció proporcionada per la seva paret. Després d'ingerir aigua o aliments contaminats un altre individu, els quists passen sense donar cap resposta a través de l'ambient àcid del seu estómac, fins a la porció inicial del còlon, el cec. En aquest lloc es transformen en metaquists, els quals ràpidament es divideixen en vuit trofozoïts (de 30-50 μm) sense una morfologia determinada tot i sent amebes, que tenen un reticle endoplasmàtic irregular, aparell de Golgi, ribosomes helicoïdals i estan privats de mitocondris. A nivell nanotopogràfic, s'aprecia una notòria diferència entre els trofozoïts i els quists. La paret del quist és quatre vegades més rugosa que la membrana cel·lular del trofozoït. Aquesta característica es atribuïble a la gran quantitat de proteïnes, en particular glicoproteïnes de superfície con ara quitinases i lectines Jacob i Jessie, existents al mur extern de la fase quística del paràsit. Els trofozoïts s'adhereixen fortament a la mucosa del còlon gràcies a la producció d'adhesines específiques com ara l'EhADH112, multiplicant-se per fissió binària i podent causar malalties a l'hoste. Alguns metaquists es transformen en formes quístiques que no s'adhereixen a la mucosa i són expel·lits amb la femta.
Els trofozoïts expulsats amb la diarrea es destrueixen ràpidament una vegada fora del tracte intestinal i, si són ingerits, no resisteixen el medi gàstric. Sorprenentment, en algunes persones els trofozoïts resten confinats dins de la llum de l'intestí (infecció no invasiva) sense donar cap símptoma, convertint-se en portadores i transmissores del paràsit a través de nous quists d'Entamoeba histolytica presents a les seves deposicions. Un individu infectat pot alliberar molts milers de quists al dia.
Les relacions entre Entamoeba histolytica i l'hoste són complexes. Una vegada arribat al còlon, el protozou comença la seva activitat patogènica fent servir la microbiota bacteriana com a font de nutrients. Després, s'alimenta dels glicans de la barrera de moc i provoca la hipersecreció de mucina per part de les cèl·lules caliciformes. Una vegada aconseguida la depleció de mucina pot contactar amb les cèl·lules epitelials de la mucosa i danyar les seves unions estretes. En E. histolytica la glicòlisi és una via metabòlica crucial, adaptada a la seva vida anaeròbica, per a l'obtenció d'energia mitjançant la síntesi de trifosfat d'adenosina, una característica que li permet créixer i formar els seus quists.
El protozou fa servir diversos mecanismes per infectar les cèl·lules de la mucosa colònica. Activa el procés inflamatori induint la producció pels macròfags del factor de necrosi tumoral i mitjançant l'acció de determinades cisteïna-proteases que degraden el moc, accedeix a les cèl·lules de l'epiteli colònic. Una lectina en concret, la Gal/GalNAc, li permet adherir-se a dites cèl·lules. La subsegüent citòlisi de les cèl·lules epitelials obra una bretxa que li possibilita migrar dins de la mucosa. Per aconseguir això, el protozou allibera uns enzims proteolítics, anomenats amebaporus, que s'insereixen a la bicapa lipídica de la membrana de la cèl·lula que volen destruir. Allà formen oligòmers, gràcies a un procés d'interacció pèptid-pèptid, i formen molècules més grans que s'expandeixen lateralment i creen canals que alteren l'equilibri intern de la cèl·lula, provocant la seva lisi per xoc osmòtic. Aquests amebaporus solubles són un dels principals factors de virulència de l'ameba. Entamoeba histolytica té una estratègia especial que li facilita la invasió dels teixits actuant conjuntament amb la fagocitosi, la trogocitosi (ingerir fragments de cèl·lules vives). Quan arriba a la làmina pròpia, el paràsit provoca la reacció macrofàgica, resisteix l'acció dels neutròfils i ocasiona un alliberament excessiu i contraproduent de citocines proinflamatòries, com ara la interleucina-1β, que facilita el procés infecciós. La capacitat d'E. histolytica pèr aconseguir i mantenir aquest nínxol en el còlon determina si la infecció persisteix o si l'hoste refusa eficaçment el protozou. Algunes de les cisteïna-proteases que secreta ataquen de forma selectiva les cèl·lules del plexe nerviós entèric, un fet que possiblement facilita la permanència de l'ameba en l'intestí.
A banda de la citòlisi i la trogocitosi, aquesta ameba utilitza mecanismes independents que indueixen l'apoptosi de les seves cèl·lules 'diana' colòniques, accelerant així la destrucció tissular en les colitis invasives i —particularment— en els abscessos que el paràsit origina. Dits mecanismes inclouen l'activació de la caspasa-3 (un enzim del grup de les proteases), però no es coneix amb claredat el tipus específic de senyal efectora emprada per E. histolytica per aconseguir aquest fenomen i la subsegüent mort de la cèl·lula hoste.
Les proteïnes de la família AIG1 tenen in vitro un paper primordial en la regulació de la capacitat adhesiva d'Entamoeba histolytica a les cèl·lules hostes i, conseqüentment, en la major o menor virulència del patogen.

## Epidemiologia i manifestacions clíniques

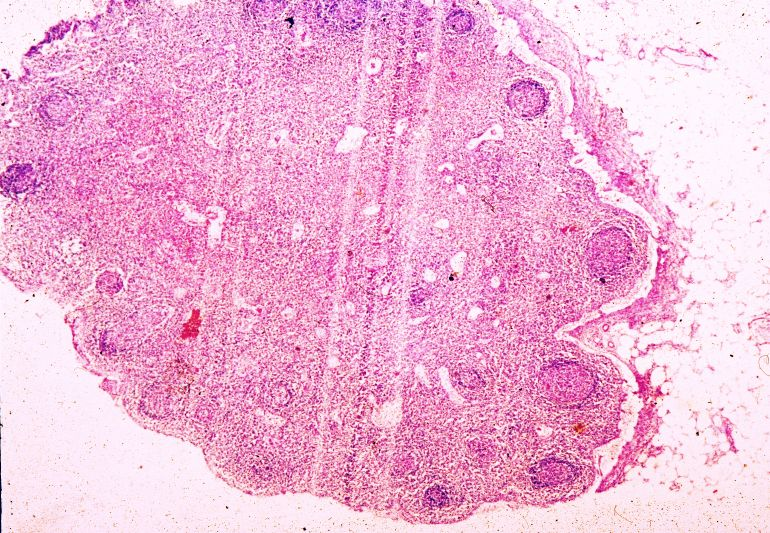
Colitis amèbica humana greu, amb presència de grups de metaquists. Peça de biòpsia. Microscopi òptic. 40X. Tinció d'HE.

Majoritàriament es troba a l'Àfrica, l'Àsia tropical i l'Amèrica llatina. També es donen casos d'infecció parasitària en humans, tot i que pocs, als Estats Units i a Europa, causant una colitis amèbica amb disenteria (una varietat d'amebosi). Afecta principalment a primats però també hi ha casos en canins i felins. Una part important dels pacients europeus diagnosticats d'amebosi per Entamoeba histolytica correspon a viatgers que han visitat països on aquesta malaltia és endèmica.
A l'Estat espanyol els casos autòctons d'amebiasi registrats al llarg de les tres primeres dècades del segle xxi no arriben a la cinquantena, apreciant-se en aparença un increment de la seva incidència durant els últims anys. Aquest fet, però, presenta molts matisos. Per una banda, l'augment de la immigració pot haver promogut la circulació ambiental del paràsit juntament amb l'entrada concomitant d'aliments forans, sense que es pugui descartar la seva existència a petites zones rurals amb estructures de sanejament obsoletes en regions de característiques climatològiques particulars. Per una altra banda, és possible que certs diagnòstics antics d'amebiasi intestinal fossin poc acurats en estar fonamentats únicament en la microscòpia i que la generalització de les tècniques biomoleculars hagi millorat la detecció correcta del protozou.
Es creu que aquest paràsit infecta uns 50 milions de persones arreu del món i és la causa d'aproximadament unes 100.000 morts anuals, si bé les estimacions poden ser poc fiables, ja que el protozou predomina a zones sense una bona infraestructura epidemiològica. Segons les dades de l'OMS, possiblement sigui la segona causa de mort derivada d'una infecció per protozous després de la malària.
Entamoeba histolytica té una alta capacitat de recombinació genètica, una característica que podria explicar la diferent virulència que presenten les seves soques. Un fet ara per ara sense una clara explicació és la desigual susceptibilitat que presenten les persones infectades: el 90 per cent dels individus són portadors asimptomàtics, en alguns casos durant molts anys, mentre que el 10 per cent restant desenvolupa patologies intestinals i extraintestinals. Diversos especialistes creuen que la disparitat en la composició de la microbiota de l'intestí i alteracions del seu equilibri immunitari podrien ser factors determinants en l'origen d'aquesta discrepància. La fagocitosi de certs bacteris intestinals, amb excepció dels probiòtics, aporta múltiples factors que l'ameba necessita per sobreviure i que tenen influència en l'èxit del procés infectiu.
Els abscessos per E. histolytica són rars en la mainada i s'observen deu vegades més en homes que en dones, preferentment en individus d'entre divuit i cinquanta anys. Les raons d'aquesta notable diferència no es coneixen del tot, però hi podrien influir factors hormonals i el consum d'alcohol. El paràsit té capacitats citolítiques i des del moment que els seus trofozoïts arriben al fetge es formen àrees ben circumscrites de residus cel·lulars, hepatòcits morts i teixit liquat, envoltades d'un anell de teixit connectiu amb algunes cèl·lules inflamatòries i escassos trofozoïts amèbics. En els humans, el petit nombre de microorganismes presents en l'abscés en comparació a les dimensions de l'abcés, suggereix que E. histolytica pot destruir els hepatòcits sense tenir-hi contacte. L'extensió d'aquest tipus d'abscés hepàtic pot envair l'arbre biliar o inclús provocar una trombosi de la vena cava inferior.
S'ha descrit algun cas de tumor amèbic abdominal en el context d'una colitis asimptomàtica per Entamoeba histolytica.
En un petit percentatge de malalts amb una amebosi disseminada apareixen també abscessos cerebrals. Per regla general són lesions úniques (rarament es desenvolupen abscessos múltiples al cervell), localitzades a la substància grisa cortical, a ganglis basals o a la zona d'unió entre el còrtex i la substància blanca. En una primera fase s'observen petits focus hemorràgics que, més tard, es necrosen i formen una cavitat de parets irregulars i sense evidència d'encapsulació. Histològicament, s'hi aprecia gliosi reactiva i un infiltrat de limfòcits, cèl·lules plasmàtiques, macròfags i alguns neutròfils en el teixit cerebral circumdant. Es poden identificar trofozoïts a la zona de necrosi, a la paret de l'abscés o al marge de la lesió i al voltant dels vasos propers. Molts mostren eritròcits fagocitats i/o canvis pseudopòdics, sent difícil diferenciar-los dels macròfags sense una tinció de PAS (les amebes són PAS-positives, ja que el seu citoplasma conté abundant glicogen). De forma excepcional s'han descrit abscessos cerebrals per E. histolytica en individus no immunocompromesos i sense antecedents d'amebosi intestinal o hepàtica.
La infecció per aquest protozou té també manifestacions toràciques, sobretot pleuropulmonars, que poden ser confoses inicialment amb pneumònia, tuberculosi pulmonar o càncer. La majoria són conseqüència de complicacions relacionades amb un abscés hepàtic (inflamació reactiva de la pleura o del pulmó per proximitat, embassament pleural, atelèctasi, pneumonitis, ruptura de l'abscés cap a l'espai pleural o formació d'una fístula entre l'abscés i un bronqui), encara que en algun cas poden ser degudes a una disseminació hematògena des d'una colitis amèbica greu. De vegades, apareixen cavitacions en focus de consolidació pulmonar temps després de la infecció intestinal. Ocasionalment, el paràsit penetra en les vies aèries per inhalació de quists presents en la pols ambiental. Una complicació toràcica infreqüent i molt greu d'aquesta amebosi, que requereix drenatge i cirurgia urgent, és el tamponament cardíac. Els abscessos pulmonars primaris per Entamoeba histolytica es veuen poques vegades, habitualment en pacients sotmesos a quimioteràpia en el context d'un procés neoplàsic. De forma eventual, s'ha registrat la concurrència d'aquest tipus d'abscessos amb un adenocarcinoma de pulmó. L'empiema pleural multilocular és una insòlita complicació de l'amebosi pulmonar primària.
Pel que fa a les complicacions derivades de la colitis causada pel paràsit, poden destacar-se la peritonitis, la pneumatosi (presència de gas o aire dins de la paret del budell) cecal, l'hemorràgia intestinal amb perforació o sense i l'obstrucció o estenosi de l'intestí. Rarament, es forma un ameboma (una massa de teixit de granulació amb fibrosi perifèrica i un nucli central de cèl·lules inflamatòries) al cec o al còlon ascendent, el qual pot originar una obstrucció intestinal en pacients sotmesos a cirurgia bariàtrica o tenir l'aparença clínica, endoscòpica i radiològica d'un carcinoma colònic. Per aquest motiu, molts amebomes són ressecats quirúrgicament i diagnosticats després de l'estudi anatomopatològic de la peça operatòria. Si la diagnosi inicial és l'adequada, alguns desapareixen amb medicació antiamèbica. També han estat descrites úlceres cutànies perianals causades pel protozou, sovint per contacte amb bolquers que contenen femta infectada o per invasió directa de la pell des del tracte rectal.
Escasses vegades es veuen infeccions amèbiques als genitals externs masculins o interns femenins.
És una causa inusual d'apendicitis aguda, de fístula colocutània i d'uretritis cròniques.
En persones infectades per Entamoeba histolytica i sotmeses a tractament amb corticoides, és necessari suspendre temporalment aquesta medicació, ja que es pot desenvolupar una colitis fulminant afavorida per l'estat d'immunosupressió causat per aquests fàrmacs. Aquest tipus de colitis amèbica té una alta taxa de mortalitat (25 per cent).

## Transmissió
Es transmet a través de la ruta anus-mà-boca, per contacte sexual anal (ocasionant brots esporàdics d'amebosi intestinal a zones no endèmiques) o també pel consum d'aliments o aigua mal rentada que contingui quists. Excepcionalment, es pot produir la inoculació del paràsit a través de ferides, erosions perigenitals o altres tipus de pèrdua de continuïtat de la pell, sovint en tocar-se amb els dits contaminats.
La dosi infectiva mínima mitjana és de >1000 organismes, si bé es creu que un sol quist pot ser causa d'infecció. Els quists i/o els trofozoïts duren diverses setmanes però moren a temperatures superiors als 55º C o inferiors als 20º C i no resisteixen la dessecació. Els quists mantenen la seva viabilitat uns 10 minuts sobre la pell i uns 45 minuts sota les ungles. Poden resistir la cloració del aigua i l'acció de molts desinfectants d'ús domèstic, però son sensibles a l'ozó i a les solucions de iode de 8 parts per milió. Hi ha autors que destaquen els efectes protectors del calostre humà i de la llet materna madura contra la infecció per aquesta ameba durant la lactància. Certs components d'aquesta llet, com ara l'apoferritina, el lisozim i la immunoglobulina secretora humana tipus A són capaços experimentalment d'eliminar els trofozoïts del protozou.

## Diagnosi
Habitualment, el diagnòstic de la infecció intestinal per Entamoeba histolytica es fa efectuant un examen parasitològic de femta. Ja que els quists i els trofozoïts no s'eliminen de forma constant en la matèria fecal, són necessàries almenys tres mostres recollides en dies diferents per obtenir una diagnosi de certesa. El personal del laboratori clínic encarregat de l'anàlisi ha de tenir un nivell d'experiència suficient per distingir Entamoeba histolytica d'altres amebes amb morfologia similar però no patògenes. L'espectrometria de masses MALDI-TOF permet la diferenciació entre E. histolytica i E. dispar mitjançant l'anàlisi de les seves proteïnes estructurals. Els estudis serològics, és a dir, la detecció d'anticossos contra el paràsit emprant l'immunoassaig, tenen una bona sensibilitat en casos d'amebiasi intestinal.
Per identificar les diferents soques d'aquest protozou s'utilitzen mètodes biomoleculars. Existeixen tests basats en el procediment ELISA específicament dissenyats pel diagnòstic en sèrum de l'amebiasi extraintestinal i l'ús de panells de PCR múltiple ha donat bons resultats detectant E. histolytica en abscessos hepàtics.
Les úlceres intestinals per E. histolytica acostumen a sorgir al cec i tenen una morfologia peculiar, molt semblant a la silueta d'un flascó d'Erlenmeyer. L'examen anatomopatològic de les mostres obtingudes per endoscòpia biòpsica o resecció quirúrgica permet identificar els trofozoïts als marges de l'úlcera emprant la tinció de PAS i/o tincions d'immunoperoxidasa amb anticossos específics per aquesta ameba.

## Tractament
El fàrmac d'elecció per tractar la colitis per E. histolytica és el tinidazole (un derivat del imidazole), o bé una combinació d'aquest amb metronidazole (un compost que inhibeix la síntesi microbiana d'àcids nucleics per disrupció del seu ADN).
El tractament amb paromomicina és poc efectiu, per si sol, ja que la seva capacitat amebicida es limita a la llum intestinal i no penetra la seva mucosa. La loperamida i els corticoides són fàrmacs que no estan indicats en aquesta colitis, ja que poden empitjorar greument el curs de la malaltia.
Un enzim fonamental pel desenvolupament de les normals reaccions metabòliques del paràsit, la pantotenat-cinasa, ha estat identificat com un possible objectiu per dissenyar nous fàrmacs antiamèbics.
S'ha comprovat que Entamoeba histolytica té una gran resistència a l'estrès oxidatiu que li facilita presentar respostes defensives adaptades als canvis del medi i l'ajuden a migrar pels teixits. Per això, es consideren intervencions genètiques o químiques dirigides a reduir dita resistència que puguin ajudar a tractar o prevenir aquesta parasitosi.
No existeixen, ara per ara, vacunes contra la infecció per Entamoeba histolytica. Els estudis més avençats se centren en crear un antigen contra la seva galectina d'adhesió i s'han obtingut resultats experimentals en models d'infecció mucosa i sistèmica molt prometedors. En rosegadors, la immunització amb una metal·loproteasa de superfície del protozou, la EhMSP-1, té efectes protectors contra la formació d'abscessos amèbics. També en rosegadors, la injecció intramuscular del baculovirus Autographa californica actua d'una forma similar, ja que promou l'alliberament local d'IFNγ i IL-4.
Un camp d'investigació relativament nou orientat a impedir la transmissió d'Entamoeba histolytica és la creació de compostos químics que alterin els mecanismes moleculars implicats en la transformació dels trofozoïts en quists i viceversa, aconseguint d'aquesta manera un punt de partida imprescindible per desenvolupar fàrmacs profilàctics.

## Salut pública
El paràsit és un problema sanitari important en països en vies de desenvolupament amb una infraestructura de tractament d'aigües precària, ja que els quists sobreviuen moltes setmanes en el medi aquàtic. El temps atmosfèric té influència sobre la prevalença de les infeccions. Fenòmens com els aiguats, les inundacions o les sequeres modifiquen l'abundància ambiental de les formes quístiques del patogen, a través de la disseminació de fems ramaders o de restes d'excrements d'animals salvatges o domèstics en aigües de superfície o aqüífers. Aquestes condicions extremes poden alterar l'eficàcia dels sistemes de potabilització o produir plagues d'insectes potencialment transportadors mecànics del protozou, com les mosques i les paneroles. La contaminació creuada de l'aigua també és conseqüència, de vegades, de la irrigació no controlada del sòl conreable o del tractament d'aquest amb fertilitzants orgànics que contenen quists provinents d'excrements humans.
Els dipòsits d'estabilització són més útils que la depuració biològica amb fangs actius per disminuir el nombre d'aquests paràsits a les aigües residuals. La sedimentació i la filtració ajuden a eliminar els quists.
Científics de l'Índia han dissenyat un mètode, encara en desenvolupament, per extreure magnèticament els quists d'Entamoeba histolytica de l'aigua contaminada per mitjà de nanopartícules sintètiques, biocompatibles i no tòxiques d'òxid de ferro recobertes amb oligosacàrids del quitosan.

## Darreres investigacions
L'auranofina (un compost de sals d'or utilitzat en el tractament de certs tipus d'artritis reumatoide), mostra in vitro i in vivo una alta activitat contra Entamoeba histolytica i s'ha realitzat un assaig clínic per avaluar els seus efectes en humans.
Diversos estudis sobre la poliadenilació de l'ARN missatger d'aquest microorganisme suggereixen que dit procés pot ser un objectiu vàlid en el desenvolupament de noves molècules destinades al control parasitari. Es creu que un major coneixement dels mecanismes de modificació posttranscripcional d'E. histolytica ajudaria a dissenyar aptàmers útils per tractar l'amebosi o eliminar els trofozoïts residuals durant la teràpia antibiòtica.
Atès que la resistència del paràsit als nitroimidazoles ha anat augmentant, s'investiguen estratègies terapèutiques diferents, com ara medicaments basats en els flavonoides. Dins d'aquest camp de recerca, s'ha avaluat la capacitat amebicida de la curcumina (un flavonol). Els trofozoïts tractats amb aquesta substància mostren grans alteracions morfològiques al citoplasma i la membrana que modifiquen completament la seva integritat cel·lular. In vitro, l'extret metanòlic d'Argemone mexicana, una planta rica en berberina que forma part de la farmacopea tradicional de Mèxic, inhibeix el creixement de certes soques d'aquest patogen. El disulfiram és molt eficient contra la invasió intestinal pel paràsit durant la seva fase quística.
Amb l'objectiu de cercar nous compostos que inhibeixin la formació de quists i/o la proliferació dels trofozoïts, s'han creat tècniques de citometria de flux que fan possible determinar el percentatge de quists madurs i monitorar els canvis en les poblacions cel·lulars durant el procés d'enquistament. Juntament amb la microscopia de fluorescència, aquest procediment permet visualitzar la diferenciació cel·lular de l'Entamoeba al llarg de la formació del quist. També ha estat estandarditzat un protocol citomètric per comptar els trofozoïts vius. Aquests mètodes es poden integrar en plataformes de bioassaig múltiple. El microscopi confocal amb immunofluorescència és molt útil per estudiar el proteoma de la superfície cel·lular d'aquest paràsit.
El cultiu axènic (pur i provinent d'una cèl·lula única) de l'Entamoeba histolytica és difícil i car. Per tal de minimitzar els problemes que això comporta en els treballs de laboratori, es desenvolupen diversos medis estables i perfeccionats a partir d'una combinació de peptona de caseïna, extractes selectius de vísceres animals i sèrum boví.